# Gruner + Jahr
Gruner + Jahr (G+J / GUJ) is de grootste uitgeverij van tijdschriften en kranten in Europa, met circa 260 tijdschriften en kranten in twintig landen en meer dan 13.000 werknemers. De uitgeverij is in handen van Bertelsmann AG en het hoofdkantoor is gevestigd te Hamburg in Duitsland.
Naast activiteiten in Duitsland is de uitgeverij ook onder andere actief in Frankrijk, China, Griekenland, Nederland, Italië, Oostenrijk, Zwitserland, Polen, Rusland, Spanje en in de Verenigde Staten.
Het concern is opgericht door een fusie uit 1965, toen John Jahr (destijds bekend van Constanze, Brigitte en Schöner Wohnen) en Gerd Bucerius (destijds bekend van Stern en Die Zeit) hun activiteiten fuseerden met de drukkerij-activiteiten van Richard Gruner (Gruner & Sohn, Gruner Druck GmbH). Gruner hield een 39,5% aandeel, Jahr 32,25% en Bucerius een aandeel van 28,25%. Door de jaren heen verkocht Gruner al zijn aandelen en nam Bertelsmann een steeds groter aandeel in het bedrijf, beginnend met een investering van 25% uit 1969. In oktober 2014 werd bekend dat Bertelsmann het restant aandelen van de familie Jahr overnam voor een onbekend bedrag.

## Directie
- Julia Jäkel — Bestuursvoorzitter
- Oliver Radtke - Chief operating Officer
- Stephan Schäfer - Chief Product Officer